# Episymploce quarta
Episymploce quarta är en kackerlacksart som först beskrevs av Bei-Bienko 1969.  Episymploce quarta ingår i släktet Episymploce och familjen småkackerlackor. Inga underarter finns listade i Catalogue of Life.